# 结构类似物
结构类似物（Structural analog），或称化学类似物（Chemical analog）、简称类似物（Analog），是指一种结构与另一种化合物相似的化合物。结构类似物与原本的化合物可能只有一个原子的差异，也可能在基团或亚结构层面上与原本的化合物不同。结构类似物的功能不一定与原本的化合物相似，甚至可能存在很大差异。
磺胺类药物等药物即属于结构类似物类药物。此外，许多核苷类似物是具有抗病毒的药效。

## 例子
- 甲醇
- 甲硅醇，一种甲醇的类似物
- 甲基硫醇，另一种甲醇的类似物

- 苯乙胺
- 苯丙胺，一种苯乙胺的类似物
- 甲基苯丙胺，另一种苯乙胺的类似物